# Gaudet Mater Ecclesia
Gaudet Mater Ecclesia (en latin « Notre mère l'Église se réjouit ») est le discours d'ouverture du concile Vatican II, prononcé par Jean XXIII le 11 octobre 1962.